# NASA Exceptional Service Medal
La NASA Exceptional Service Medal (ESM) è un riconoscimento dell'agenzia spaziale NASA che viene assegnato a dipendenti governativi che hanno fornito prestazioni apportando molteplici contributi a progetti, programmi o iniziative della NASA.
Ai fini del riconoscimento, devono essere soddisfatte le seguenti premesse:
- Le prestazioni sostenute devono avere apportato un miglioramento significativo ai risultati, alle operazioni o all'immagine della NASA;
- Il record di successi che il dipendente raggiunge diviene un punto di riferimento che altri, dopo di lui, devono seguire;
- Miglioramento sostanziale di un programma della NASA che ha prodotto risultati o miglioramenti di alta qualità;
- L'impatto e l'importanza del servizio prestato dal dipendente è stato fondamentale per il successo passato e presente della NASA.

Il riconoscimento, rappresentato formalmente da una medaglia, è stato istituito nel 1959. I nominativi sono approvati dall'amministratore NASA e consegnati a un numero di individui e gruppi di lavoro accuratamente selezionati, sia governativi che non governativi, che si sono distinti fornendo eccezionali contributi alle missioni dell'agenzia. Il presidente dell'Incentive Awards Board (IAB) richiede annualmente i nominativi per i riconoscimenti assegnati dalla NASA. Dopo una rigorosa selezione da parte della commissione di revisione, le candidature vengono approvate dal direttore o dal funzionario responsabile e vengono inoltrate al Presidente IAB. Le medaglie e / o i certificati della NASA vengono successivamente consegnati ai destinatari dei premi dai più alti funzionari dell'Agenzia durante le cerimonie di premiazione annuali tenute in ciascun centro NASA.